# 李周煥
李周煥（韓語：이주환），韓國電視劇導演。

## 作品列表

### 電視劇
- 1988年：MBC《與敵人居住在一起》
- 1999年：MBC《春》
- 2000年：MBC《擋不住的愛》
- 2001年：MBC《善姬與真姬》
- 2002年：MBC《人魚小姐》
- 2004年：MBC《我要戀愛》
- 2006年：MBC《朱蒙》
- 2011年：MBC《光與影》
- 2014年：MBC《更夫日誌》

### 總製作人作品
- 2015年：MBC《華麗的誘惑》

### 企劃作品
- 2016年：MBC《拖旅行箱的女人》
- 2017年：MBC《逆賊：偷百姓的盜賊》

## 外部連結
- NAVER